# Bruno Nuytten
Bruno Nuytten (Melun, 28 augustus 1945) is een Frans cameraman en filmregisseur. 

## Leven en werk

### Opleiding
Als adolescent speelde Nuytten amateurtoneel. Hij slaagde niet voor het toegangsexamen aan de École nationale supérieure des arts décoratifs (art deco) in Parijs, noch voor dat van het eveneens in Parijs gevestigde Institut des hautes études cinématographiques (IDHEC). Vervolgens ging hij in Brussel tussen 1967 en 1969 lessen volgen aan het Institut National Supérieur des Arts du Spectacle et des techniques de diffusion (INSAS). Nuytten kreeg er les van onder meer cameraman Ghislain Cloquet. Hij maakte zijn opleiding niet af, en uiteindelijk behaalde hij in Parijs een brevet de technicien supérieur (BTS) afdeling 'opnames'.

### Cameraman
Nuytten deed ervaring op als assistent bij zijn oud-leraar en vriend Cloquet en bij doorgewinterde cameramannen als Claude Lecomte en Ricardo Aronovitch. Hij maakte zijn debuut als zelfstandig cameraman met een aantal korte films. Met films als Les Valseuses (1974), Garde à vue (1981), Possession (1981) en La vie est un roman (1983) ontpopte hij zich tot een vermaard director of photography. Hij werkte ook even in de Verenigde Staten waar hij het camerawerk van het gevangenisdrama Brubaker (1980) verzorgde. In totaal verzorgde Nuytten de cameravoering van een dertigtal lange speelfilms. Hij werkte herhaaldelijk voor Marguerite Duras, André Téchiné en Claude Berri, voor wie hij de opnames van het Provence-tweeluik Jean de Florette-Manon des sources (1986) op zich nam.

### Filmregisseur
Op aandringen van zijn toenmalige partner Isabelle Adjani nam Nuytten in 1988 zijn eerste film als regisseur op: de dramatische biopic Camille Claudel (1988) waarvoor hij het scenario hielp schrijven. Adjani vertolkte de titelrol en was tevens coproducente, samen met Christian Fechner. Daarna verwezenlijkte Nuytten nog drie films.

### Latere carrière
Bruno Nuytten geeft les aan La fémis, de Franse nationale filmschool en heeft tevens een lesopdracht aan de Université Sorbonne Nouvelle - Paris 3. Hij schreef ook artikels voor het blad Le cinéma pratique. Daarnaast gaf hij lezingen voor de filmclub van zijn geboortestad Melun. In Zwitserland richtte hij een productiehuis voor bedrijfsfilms.

### Privéleven
Bruno Nuytten was de partner van Isabelle Adjani. Hij heeft een zoon met haar: Barnabé (1979). Sinds 1996 leeft hij samen met de regisseuse Tatiana Vialle met wie hij twee kinderen heeft.

## Filmografie

### Filmregisseur
- 1988 - Camille Claudel
- 1992 - Albert Souffre
- 2000 - Passionnément
- 2002 - Jim, la nuit (televisiefilm)

### Scenarist
- 1986 - Double messieurs (Jean-François Stévenin)
- 1988 - Camille Claudel
- 1992 - Albert Souffre
- 2000 - Passionnément

### Cameraman
- 1969 - L'Espace vital (Patrice Leconte) (korte film)
- 1971 - Les Machins de l'existence (Jean-François Dion) (korte film)
- 1971 - La Poule (Luc Béraud) (korte film)
- 1972 - Tristan et Iseult (Yvan Lagrange)
- 1974 - Les Valseuses (Bertrand Blier)
- 1974 - Le Jeu des preuves (Luc Béraud) (korte film)
- 1974 - La Femme du Gange (Marguerite Duras)
- 1975 - India Song (Marguerite Duras)
- 1975 - Souvenirs d'en France (André Téchiné)
- 1976 - Les Vécés étaient fermés de l'intérieur (Patrice Leconte)
- 1976 - La Meilleure Façon de marcher (Claude Miller)
- 1976 - L'Assassin musicien (Benoît Jacquot)
- 1976 - Mon cœur est rouge (Michèle Rosier)
- 1976 - Barocco (André Téchiné)
- 1976 - Son nom de Venise dans Calcutta désert (Marguerite Duras)
- 1977 - Le Camion (Marguerite Duras)
- 1977 - La nuit, tous les chats sont gris (Gérard Zingg)
- 1978 - L'Exercice du pouvoir (Philippe Galland)
- 1978 - La Tortue sur le dos (Luc Béraud)
- 1979 - Les Sœurs Brontë (André Téchiné)
- 1979 - Zoo zéro (Alain Fleischer)
- 1979 - French Postcards (Willard Huyck)
- 1980 - Brubaker (Stuart Rosenberg)
- 1981 - Hôtel des Amériques (André Téchiné)
- 1981 - Garde à vue (Claude Miller)
- 1981 - Possession (Andrzej Żuławski)
- 1981 - Un assassin qui passe (Michel Vianey)
- 1982 - Invitation au voyage (Peter Del Monte)
- 1983 - Tchao Pantin (Claude Berri)
- 1983 - La Pirate (Jacques Doillon)
- 1983 - La vie est un roman (Alain Resnais)
- 1984 - Fort Saganne (Alain Corneau)
- 1985 - Les Enfants (Marguerite Duras)
- 1985 - Détective (Jean-Luc Godard)
- 1986 - Jean de Florette (Claude Berri)
- 1986 - Manon des sources (Claude Berri)

## Prijzen en nominaties

### Prijzen

#### Césarvoor de beste cinematografie
- 1977 - La Meilleure Façon de marcher en Barocco
- 1984 - Tchao Pantin

#### César voor beste film
- 1989 - Camille Claudel

#### Filmfestival van Cannes: Prix de la contribution artistique
- 1982 - Invitation au voyage

#### British Academy Film Awardsvoor beste fotografie
- 1988 - Jean de Florette

### Nominaties

#### Césarvoor de beste cinematografie
- 1980 - Les Sœurs Brontë
- 1982 - Garde à vue
- 1985 - Fort Saganne
- 1987 - Jean de Florette

#### César voor beste debuutfilm
- 1989 - Camille Claudel

- Bibsys: 4006203
- Biblioteca Nacional de España: XX1320674
- Bibliothèque nationale de France: cb139878340 (data)
- Gemeinsame Normdatei: 133954668
- International Standard Name Identifier: 0000 0001 1954 3046
- Library of Congress Control Number: nr92029507
- Nationale Bibliotheek van Tsjechië: xx0169582
- Nationale Bibliotheek van Israël: 987007330789705171
- Nederlandse Thesaurus van Auteursnamen: 113596146
- SNAC: w6zp53xn
- Système universitaire de documentation: 061053384
- Virtual International Authority File: 117655957
- WorldCat: E39PBJmdtHxcDKqRVjRcQXCqQq